# Emily Shirreff
Emily Anne Eliza Shirreff (* 3. November 1814; † 20. März 1897 in London) war eine englisch-britische Pionierin in der Bewegung für Frauenbildung und die Anwendung der Fröbelschen Prinzipien in England.

## Leben
Shirreff war die zweite Tochter von Rear-Admiral William Henry Shirreff und Elizabeth Anne Shirreff, geborene Murray. Von ihren drei Schwestern, Caroline (* 1812), Maria (* 1816) und Katherine (* 1818) stand Shirreff ihrer jüngeren Schwester Maria Georgina am nächsten. Sie wurde später ihre Partnerin bei ihren Schriften und Kampagnen werden sollte. Die Schwestern hatten auch zwei Brüder, die beide früh starben.
Emily und ihre Schwestern wurden von klein auf von einer französischen Gouvernante namens Adele Piqet erzogen, die allerdings nur über eine begrenzte Bildung verfügte. In den 1820er Jahren lebte die Familie in Frankreich, wo der Vater stationiert war. Emily war schon früh eine begabte Schülerin, doch nach einer schweren Krankheit im Alter von sieben Jahren musste sie das Alphabet neu lernen. Sie litt für den Rest ihres Lebens an Krankheiten.
Im Alter von 14 Jahren wurde sie auf ein Internat in Paris geschickt, aber die rauen Bedingungen in der Schule beeinträchtigten Shirreffs schlechten Gesundheitszustand, so dass sie ein Jahr später wieder aus dem Internat genommen wurde. 1829 übernahm der Vater das Kommando über die HMS Warspite und zog mit der Familie nach Avranches in der Basse-Normandie. 1831 wurde er nach Gibraltar berufen und war nach diesem Umzug der Meinung, dass seine Töchter keine weitere formale Ausbildung benötigten. Die Schwestern bildeten sich weiter, indem sie ausgiebig reisten und durch ihre Besuche in Frankreich, Spanien und Italien zu Sprachexpertinnen wurden, Bücher aus der umfangreichen Bibliothek ihres Vaters lasen und durch die Kontakte ihres Vaters viele Intellektuelle der damaligen Zeit kennenlernten.
1834 kehrten die beiden Schwestern nach England zurück und begannen, gemeinsam zu schreiben.  Ihr erstes Werk war Letters from Spain and Barbary, das 1835 veröffentlicht wurde.Obwohl Maria 1841 heiratete, schrieben die beiden Schwestern weiter zusammen und veröffentlichten anonym einen romantischen Roman, Passion and Principle.
1850 veröffentlichten sie mit finanzieller Unterstützung von Marias Ehemann William Grey Thoughts on Self-Culture Addressed to Women. Darin missbilligten sie eine sorglose Einstellung zur Ehe und die gängige Auffassung, dass Frauen nur so weit gebildet sein sollten, dass sie einen Ehemann anziehen. Sie legten auch einen Basisumfang für eine angemessene Bildung von Mädchen fest, die Fächer wie Arithmetik, Geometrie, Geschichte, Grundlagen in Naturwissenschaften und Politik umfasste, die in der üblichen Bildung von Mädchen in der damaligen Zeit normalerweise vernachlässigt wurden. Sie vertraten auch die Ansicht, dass die weibliche Bildung nicht nach einer festgelegten Zeit einfach beendet werden, sondern bis ins hohe Alter fortgesetzt werden sollte.
1858 veröffentlichte Shirreff ihr erstes größeres Einzelwerk Intellectual Education and its Influence on the Character and Happiness of Women, worin sie ihre Überzeugung, dass Frauen nicht als „Untergebene des Mannes“ erzogen werden sollten, weiter vertrat.
Shirreff setzte sich auch in den 1870er Jahren aktiv für die Förderung der Bildung ein. Sie half bei der Beschaffung von Mitteln für die North London Collegiate School und schrieb weiterhin Abhandlungen über die Bildung von Frauen. Sie war die zweite Schulleiterin des Girton College in Cambridge und trat damit die Nachfolge von Charlotte Manning an, die nur ein Semester lang im Amt war. Shirreff blieb dem College bis zu ihrem Tod verbunden. Sie war eine der Gründerinnen der Froebel Society und war von 1876 bis zu ihrem Tod deren Präsidentin. Sie schrieb auch viele Artikel und Broschüren über Kindergartenerziehung. Shirreff war Vizepräsidentin der Parents’ National Union.
Gemeinsam mit ihrer Schwester, Mary Gurney, Henrietta Stanley und mit Unterstützung von Prinzessin Louise gründete Shirreff 1871 die National Union for the Improvement of the Education of Women of all Classes (auch bekannt als Women’s Education Union) und war als ehrenamtliche Sekretärin und Mitherausgeberin der Zeitschrift Journal of the Women’s Education Union maßgeblich an der Arbeit der Union beteiligt.  Die Union gründete 1872 auch die Girls’ Public Day School Company, die weiterführende Schulen für Mädchen eröffnete, die die gleichen Bildungsmöglichkeiten boten wie die Schulen für Jungen, und die heute noch als Girls’ Day School Trust tätig ist. Sie war im Rat der Gesellschaft sehr aktiv und wurde 1896 zur Vizepräsidentin ernannt. Shirreff war auch an der Gründung eines Abendkollegs für Frauen und der Lehrerausbildungs- und -registrierungsgesellschaft durch die Union beteiligt.
Shirreff interessierte sich auch für andere Forschungsbereiche und unterstützte das Frauenwahlrecht. Ihre Ablehnung der fortgesetzten Nutzung von Sklaven im Süden der USA wurde in ihrer 1864 veröffentlichten Schrift The Chivalry of the South zum Ausdruck gebracht. 1874 trat sie der Women's Peace and Arbitration Auxiliary (der späterenLondon Peace Society) bei. Außerdem schrieb sie eine biografische Skizze zu Henry Thomas Buckle, mit dem sie eng befreundet war, für eine posthume Ausgabe seiner Werke im Jahr 1872.
Shirreff  litt ihr ganzes Leben lang an Krankheiten und war gegen Ende ihres Lebens immer weniger aktiv. Sie starb am 20. März 1897 in London und wurde auf dem Brompton Cemetery beigesetzt.

## Werke
- mit Maria Georgina Grey: Passion and Principle. Captain Schmier, London 1841 (anonym veröffentlicht).

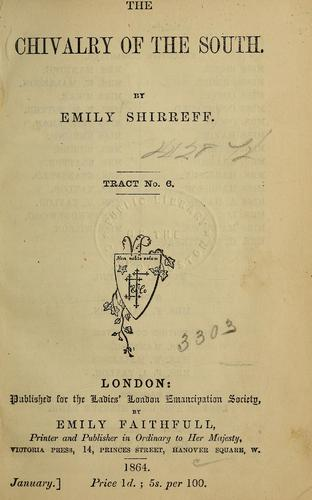
The Chivalry of the South veröffentlicht durch die Ladies’ London Emancipation Society, 1864

- mit Maria Georgina Grey: Thoughts on Self-Culture Addressed to Women. W. Crosby and H.P. Nichols, Boston, MA 1851 (archive.org – Erstausgabe:  1850).
- Intellectual education and its influence on the character and happiness of women. John W Parker and Son, West Strand 1858 (com.pa).
- Our Modern Youth. In: Fraser’s Magazine. 1863.
- The Chivalry of the South. Emily Faithful for the Ladies' London Emancipation Society, London 1864.
- College Education for Women. In: The Contemporary Review. 1870 (archive.org).
- The work of the National Union. William Ridgeway, London 1872.
- Why should we learn? John W Parker & Son, London 1872.
- The Enjoyment of Life, a lecture by E A E Shirreff delivered at the College of Men and Women, Mar 20, 1875. William Ridgeway, London 1875.
- The Claim of Froebel’s System to be called «The New Education»: a paper read at the meeting of the Froebel Society, London, June 5, 1877. E Steiger, New York City 1877.
- The Kindergarten in Relations to Schools: papers read before the Society of Arts, December 12, 1877. W Millard, Reading 1877.
- On Connection between the Kindergarten and the School: A lecture on Mme. Portugall's Synoptical Table. Sonnenschein & Allen, London 1880.
- «Wasted Forces» Froebel Society's Tract No. 5. Sonnenschein & Allen, London 1880.
- Home Education in Relation to the Kindergarten: Two Lectures. J Hughes, London 1884.
- The Kindergarten at Home. J Hughes, London 1884 (archive.org).
- Kindergarten Teachers and Their Qualifications: Annual Address delivered before the Froebel Society. William Rice, London 1885.
- A short sketch of the Life of Frederick Froebel. Chapman & Hall, London 1887.
- Moral Training: Froebel and Herbert Spencer. Philip and Son, London 1892.